# Linepithema inacatum
Linepithema inacatum är en myrart som beskrevs av Barry Bolton 1995. Linepithema inacatum ingår i släktet Linepithema och familjen myror. Inga underarter finns listade i Catalogue of Life.